# Łyżwiarstwo szybkie na Zimowych Igrzyskach Olimpijskich 1936 – bieg na 500 m mężczyzn
Bieg na 500 metrów mężczyzn w łyżwiarstwie szybkim na Zimowych Igrzyskach Olimpijskich 1936 rozegrano 11 lutego na torze na jeziorze Rießersee. Mistrzem olimpijskim na tym dystansie został Norweg Ivar Ballangrud, wyrównując jednocześnie nowy rekord olimpijski.

## Wyniki
| Miejsce | Zawodnik            | Państwo           | Czas   |
| ------- | ------------------- | ----------------- | ------ |
| 01 !    | Ivar Ballangrud     | Norwegia          | 43,4   |
| 02 !    | Georg Krog          | Norwegia          | 43,5   |
| 03 !    | Leo Freisinger      | Stany Zjednoczone | 44,0   |
| 4       | Shōzō Ishihara      | Japonia           | 44,1   |
| 5       | Delbert Lamb        | Stany Zjednoczone | 44,2   |
| 6       | Karl Leban          | Austria           | 44,8   |
| 6       | Allan Potts         | Stany Zjednoczone | 44,8   |
| 8       | Antero Ojala        | Finlandia         | 44,9   |
| 8       | Jorma Ruissalo      | Finlandia         | 44,9   |
| 8       | Birger Wasenius     | Finlandia         | 44,9   |
| 11      | Reikichi Nakamura   | Japonia           | 45,0   |
| 11      | Robert Petersen     | Stany Zjednoczone | 45,0   |
| 13      | Karl Wazulek        | Austria           | 45,1   |
| 14      | Alfons Bērziņš      | Łotwa             | 45,7   |
| 14      | Dolf van der Scheer | Holandia          | 45,7   |
| 16      | Jānis Andriksons    | Łotwa             | 45,9   |
| 16      | Seitoku Ri          | Japonia           | 45,9   |
| 18      | Axel Johansson      | Szwecja           | 46,1   |
| 19      | Ossi Blomqvist      | Finlandia         | 46,2   |
| 19      | Willy Sandner       | III Rzesza        | 46,2   |
| 21      | Ferdinand Preindl   | Austria           | 46,4   |
| 22      | Aleksander Mitt     | Estonia           | 46,6   |
| 22      | Kunio Nando         | Japonia           | 46,6   |
| 24      | Lou Dijkstra        | Holandia          | 46,7   |
| 24      | Jan Langedijk       | Holandia          | 46,7   |
| 24      | Gustav Slanec       | Austria           | 46,7   |
| 27      | Ben Blaisse         | Holandia          | 46,9   |
| 28      | Heinz Sames         | III Rzesza        | 47,0   |
| 29      | Kenneth Kennedy     | Australia         | 47,4   |
| 30      | Jaromír Turnovský   | Czechosłowacja    | 47,8   |
| 31      | Thomas White        | Kanada            | 49,6   |
| 32      | Oldřich Hanč        | Czechosłowacja    | 49,8   |
| 33      | James Graeffe       | Belgia            | 54,6   |
| 34      | Harry Haraldsen     | Norwegia          | 54,9   |
| 35      | Charles De Ligne    | Belgia            | 1.44,6 |
| -       | Hans Engnestangen   | Norwegia          | DNF    |